# Giacomo Costa (violinista)
Giacomo Costa (Genova, tra il 1760 e il 1770 – Genova, 1836 circa) è stato un violinista italiano.

## Biografia
Di lui si sa che è nato a Genova negli anni sessanta del XVIII secolo, ma la data di nascita è incerta e talvolta spuria o segnalata in maniera imprecisa a seconda delle fonti.
Fu violinista celebre al suo tempo e apprezzato: maestro di Niccolò Paganini e di Camillo Sivori, prima che questi, a sua volta, divenisse allievo di Paganini, Costa fu "primo violino delle funzioni ecclesiastiche in Genova". 
Paganini, nel marzo 1828, ricordò di aver preso "30 lezioni in sei mesi dal maestro Costa, primo violino nelle musiche da chiesa". Prima di Giacomo Costa, Niccolò Paganini era stato seguito negli studi violinistici da Giovanni Cervetto, musicista genovese di cui ben poco è noto.
Secondo Oreste Bruni, autore di un Racconto storico (1822), fu Costa a favorire l'incontro tra Niccolò Paganini e Camillo Sivori, presso la Villetta del patrizio genovese Gian Carlo Di Negro. Si sa, peraltro, che le famiglie Sivori e Paganini si conoscevano direttamente.
Nel carnevale del 1772 Costa era certamente a Genova, dove suonò in alcune opere giocose (documenti presso l'Archivio Storico di Genova). Nel 1778 e 1780 fu primo violino nella circostanza della rappresentazione di opere, presso il Teatro S. Agostino di Genova. Suonò anche a Chiavari, durante le feste della Madonna dell'Orto (1792).
Di Giacomo Costa è nota anche l'attività di composizione di musica. Nel 1795 Paganini interpretò pubblicamente pagine di musica che Costa aveva composto espressamente per lui (l'uso di comporre musica per i propri allievi sarebbe stato ripreso poi dallo stesso Paganini, che dedicò alcune opere a Camillo Sivori).
Allo stato attuale delle ricerche archivistiche non si conosce la data di morte di Giacomo Costa. Adele Pierrottet, biografa di Camillo Sivori, ne scrive soltanto: "credesi sia morto di cholera". A Genova si ricorda una terribile epidemia di colera nel 1835, data che potrebbe, dunque, coincidere con la data di morte di Giacomo Costa. Durante quella stessa epidemia morì anche l'architetto neoclassico genovese Carlo Barabino.